# Raï (film)
Raï is een Franse dramafilm uit 1995 onder regie van Thomas Gilou. Hij won met deze film de Gouden Luipaard op het filmfestival van Locarno.

## Verhaal
Djamel wil ontsnappen uit de spiraal van armoede en misdaad in de Parijse buitenwijk, waar hij leeft. Hij werkt in een zwembad en wil een gezin stichten met Sahlia, de zus van zijn vriend Mezz. Zij wil breken met de cultuur van haar land van oorsprong.

## Rolverdeling
| Acteur            | Personage |
| ----------------- | --------- |
| Samy Naceri       | Nordine   |
| Tabatha Cash      | Sahlia    |
| Faisal Attia      | Aziz      |
| Micky El Mazroui  | Mezz      |
| Tara Römer        | Laurent   |
| Manu Layotte      | Poisson   |
| Mustapha Benstiti | Djamel    |